# Nicolás Núñez (Fußballspieler, 1985)
Nicolás Núñez, vollständiger Name Carlos Nicolás Núñez Anidape, (* 4. April 1985 in Montevideo) ist ein uruguayischer Fußballspieler.

## Karriere
Der 1,70 Meter große Mittelfeldakteur Núñez stand seit der Apertura 2009, in der ein Ligaeinsatz für ihn verzeichnet ist, in Reihen des paraguayischen Klubs 2 de Mayo. Mitte 2011 schloss er sich dem uruguayischen Erstligisten Club Sportivo Cerrito an, für den er in der Saison 2011/12 27 Spiele in der Primera División absolvierte und ein Tor schoss. Im Juli 2012 trat er – ebenso wie sein Landsmann Gastón de los Santos – ein Engagement beim venezolanischen Klub Estudiantes de Mérida an. 17-mal (kein Tor) lief er dort in der Primera División auf. Im Januar 2013 wechselte er zurück nach Uruguay zum Zweitligisten Plaza Colonia. Knapp neun Monate später zog er innerhalb der Liga weiter zu den Rampla Juniors. In der Saison 2013/14 bestritt er 28 Zweitligaspielen für die Montevideaner. Er erzielte ein Tor. Der Klub stieg am Saisonende in die Primera División auf. Núñez verließ den Verein anschließend mit unbekanntem Ziel. In der Spielzeit 2014/15 und darüber hinaus ist bislang (Stand: 14. August 2016) keine weitere Karrierestation im Profifußball für ihn verzeichnet.